# عبد الملك السعدي
عبد الملك بن عبد الرحمن بن أسعد بن جاسم السعدي، عالم دين وفقيه  مسلم سني من العراق.

## اسمه ونسبه
هو عبد الملك بن عبد الرحمن بن أسعد بن جاسم بن محمد بن حسين بن حسن بن علي بن سعدي بن عاشور ابن دور بن خضر بن عباس. وعباس هذا هو الجد الكبير لعشيرة (أُلبو عباس) العشيرة الكبيرة من عشائر سامراء،  ويتصل نسبه إلى الإمام الحسن  السبط بن الإمام أمير المؤمنين علي بن أبي طالب. وأسرة آل السعدي هي إحدى الأسر التي تقطن في هيت من بداية القرن الثاني عشر الهجري تقريباً. وهي غير أسرة السعدي المنسوب أبناؤها إلى السعدية أو خان بني سعد في ديالى.

## ولادته ونشأته
ولد في مدينة هيت عام 1356هـ 1937م. وهيت هذه مدينة من مدن محافظة الأنبار في العراق، فيها قبر عبد الله بن المبارك. وكانت المحافظة تسمى سابقاً لواء الدليم ثم لواء الرمادي ثم محافظة الأنبار.
كان جده أسعد عالماً مشهوداً له في علمه وصلاحه من بين أقرانه الذين عاصروه. ذهب للجهاد في الحرب العالمية الأولى وفُقِدَ ولم يعد. وترك ابنه عبد الرحمن -والد المُتَرْجَم- في سن الثانية عشرة من عمره. وكان عبد الرحمن قد نشأ في طاعة الله، فتعلم القرآن الكريم والكتابة، وكان يحب العلماء ومجالسهم، وكان يجلهم ويكرمهم، ويحفظ منهم الشيء الكثير.
تعلم مهنة البناء، وكان يتحرى لقمة الحلال ويتجنب الرزق المشبوه. ولشدة حبه للعلم والعلماء عزم على أن يجعل أبناءه يسلكون طريق العلم الشرعي ليخدموا الإسلام والمسلمين، فكان بكل لهفة يترقب أن يرزقه الله بهم ليحقق أمنيته. فكان المُتَرْجَم أول أمانيه.
تقول والدته: ولَدْتُه بعد صلاة الفجر ووالده كان قد ذهب إلى المسجد لصلاة الفجر كما هو دأبه طيلة حياته لا تفوته صلاة الفجر جماعة في المسجد، وعندما عاد وجده ظهر إلى الدنيا، فقال: هذا منذور لدراسة العلم الشرعي مهما كلَّف الثمن.

## مرحلةُ تلقيه العلم وأخذه الإجازات والشهادات العلميَّة
- نشأ في بيت التدين، ولما بلغ الخامسة من عمره أخذ يتعلم كتاب الله في الكتاتيب (المُلَّا).
- وبعد السابعة من عمره أُدْخِلَ المدرسة الابتدائية في هيت عام 1943م فتعلَّم القراءة والكتابة والحساب إلى عام 1948م.
- في العام المتقدم ترك الابتدائية والتحق بالمدرسة الدينية في هيت المُقامة في جامع الفاروق المُطل على شاطئ الفرات لدراسة العلوم الشرعية والعربية وما يلزمهما من العلوم، إذ كان المدرس فيها فضيلة العلامة الشيخ عبد العزيز السامرائي.
- في عام 1949م انتقل الشيخ عبد العزيز إلى الفلوجة، وكان الشيخ عبد الملك حَدَثَ السِنِّ لا يتمكَّن من التغرب للدراسة. فعُيِّن مكانه في هيت الشيخ طه علوان السامرائي، ودرس عليه إلى عام 1954م حيث بلغ الرشد.
- في هذا العام رحل إلى الفلوجة ملتحقاً بشيخه السابق في مدرسة الآصفية المُقامة في الجامع الكبير في الفلوجة المُطل على شاطئ الفرات لإكمال دراسته على يديه. فلازمه ردهة من الزمن قرأ عليه وعلى أقرانه العلوم العقلية والنقلية واللغوية.
- وكان المُتَرْجَم ممن اشتهر بحفظ المتون ودقة الفهم في الشرح، فتلقى العديد من العلوم، واعْتُبِرَ بها من العلماء الموسوعيِّين، وهي:

1. التفسير وعلومه. 2. علوم القرآن. 3. الحديث وعلومه. 4. الفقه المقارن. 5. أصول الفقه الموازن. 6. علم الكلام والفرق الإسلامية. 7. التجويد. 8. النحو، والصرف، واللغة. 9. البلاغة. 10. علم المنطق. 11. علم الحكمة. 12. علم الوضع. 13. عروض الشعر والقوافي. 14. الفرائض. 15. آداب البحث والمُناظرة. 16. النُظُم الإسلاميَّة. 17. تاريخ التشريع الإسلامي. 18. الأدب العربي.
مستظهراً لمتونها ودارساً دراسة دقيقة لمعانيها وشروحها.
وله مؤلفات في أغلبها -سيأتي ذكرها-، وقد قام بتدريسها للطلاب في المدارس الدينية وفي الكليات والجامعات العراقية وفي الأردن.
- في عام 1962م حصل على شهادة الثاني عشر، وهي شهادة التخرج في المدارس الدينيَّة في المساجد التي تبلغ مراحلها اثنا عشر صفَّاً على اثنتي عشرة سنة، وكان الأول على الصف.
- مُنِحَ الإجازة العلمية التي تُمْنَحُ عادة من المشايخ لطلابهم بعد إكمال دراستهم، وهي طريقة مألوفة لدى العلماء منذُ القِدم، مُنِحَهَا من قبل الشيخ عبد العزيز، وهي متسلسلة من عالمٍ إلى عالِمٍ يصل سندها إلى علي بن أبي طالب.
- وفي عام 1967م فُتِحَتْ كلية الامام الاعظم للدراسات الإسلامية في بغداد فالتحق للدراسة فيها، وتلقى العلم فيها على يد كل من: الدكتور أحمد ناجي القيسي، والدكتور ناجي معروف، والدكتور عمر الشيلخاني، وكلهم من الأساتذة العراقيين.

وكذلك تلقى عن مجموعة من مشايخ الأزهر الشريف، وهم: الشيخ أحمد فهمي أبو سُنَّه، والشيخ حسن الظواهري، والشيخ يوسف عبد الرزاق، والشيخ شمس الدين عبد الحافظ، والدكتور أحمد الحوفي، وعددٌ آخر من الأساتذة.
- تخرج في الكلية المذكورة عام 1970م، وقد حصل على شهادة البكالوريوس في الشريعة الإسلامية بتقدير ممتاز.
- في عام 1971م التحق بقسم الدين في كلية الآداب في جامعة بغداد لإكمال مرحلة الماجستير، وقد حصل على هذه الدرجة في الفقه المقارن عام 1974م بتقدير ممتاز.

وعلى الرغم من التحاقه بالمرحلتين السابقتين فإنَّه لم ينقطع عن ممارسة التدريس في مدرسته التي سيأتي الكلام عنها.
- عُيِّنَ مُحاضِراً في كلية الامام الاعظم عامي 1975م و1976م.
- قرأ على الشيخ عبد الكريم الدبان كتاب شرح مختصر بن الحاجب في أصول الفقه، ومنحه على إثر ذلك الإجازة العلمية التي تصل سلسلتها إلى الصحابي الجليل ابن عباس.
- التحق بجامعة أم القرى في مكة المكرمة لنيل درجة الدكتوراه، وقد حصل عليها بتقدير ممتاز في الشريعة الإسلامية من كلية الشريعة بجامعة أم القرى بمكة المكرمة بإشراف الدكتور الشيخ أحمد فهمي أبو سنه عام 1404هـ-1984م، بعد أن شُرِّفَ بمجاورة البلد الحرام والبيت الحرام عام 1400هـ-1980م وإلى تاريخ حصوله على الشهادة.
- رُقِّيَ إلى رتبة أستاذ مشارك في عام 1986م إلى عام 1995م.
- رُقِّيَ إلى رتبة أستاذ في 15/3/1995م.

## الوظائف العلميَّة والأعمال الإداريَّة
- في عام 1958م عُيِّنَ مدرساً مع شيخه المذكور في المدرسة نفسها وكان لا يزال في الصف الثامن منها، دَرَّسَ معه مجموعة من الطلاب على نفقة جمعية التربية الإسلامية في بغداد، فكان في الوقت نفسه يُدرِّس الطلاب ويتلقى الدروس من أستاذه المذكور حتى أكمل دراسته المنهجية في عام 1962م.
- في 1963م امتحن على وظيفة التدريس في مدرسة الفلوجة ليكون تعيينه على الأوقاف بدلاً من التربية الإسلامية، فكان نتيجة الامتحان أن حاز على درجة 120 من 120 وصدر أمرٌ بتعيينه مدرِّساً رسمياً في شباط 1963م بموجب مرسوم جمهوري صادر من رئيس الجمهورية آنذاك.
- في عام 1965م انتقل إلى مدينة الرمادي عاصمة الأنبار -الدليم سابقاً- لفتح مدرسة فيها لتدريس العلوم الشرعيَّة واللُّغويَّة، ففتحها في جامع الرمادي الكبير تابعة لوزارة الأوقاف. ومعه أشقاؤه الذين تلاحقوا للانخراط في هذا المسلك الشريف. وهم كل من الشيخ الدكتور عبد العليم، والشيخ الدكتور عبد الحكيم، والشيخ الدكتور عبد الرازق، والشيخ الدكتور عبد القادر، والشيخ الدكتور عبد الله، وقد كانوا الساعد الأيمن في سير الحركة العلمية والدينية في المنطقة.فقام بإدارة هذه المدرسة والتدريس فيها إلى عام 1975م، ثم بعد ذلك أُلغيتْ المدارس الدينية من قبل الحكومة في حينها وأُلحِقتْ بالاعداديَّات الإسلاميَّة.
- في عام 1966م أُسْنِدَ إليه جهة الإمامة والخطابة في جامع الرمادي الكبير إضافة إلى التدريس.
- دَرَسَ عليه الكثير من الطلاب في مدرستي الفلوجة والرمادي وفي بعض الكليات والجامعات والمعاهد الدينية، وقد تخرجوا وشغلوا العديد من شواغر المساجد في الإمامة والخطابة ووظائف دينية أخرى، ونال أغلبهم درجة الدكتوراه.
- في عام 1966م كان أحد المطالبين بفتح فرع لجمعية رابطة علماء العراق في الرمادي، وبتوفيق منه تعالى أَسَّسَ الفرع، وقد شغل نائب الرئيس في هذه الجمعية إلى عام 1979م. ثم انتُخِبَ رئيسا لها عام 1412هـ 1993م، ومن خلالها له نشاطات إسلاميَّة وثقافيَّة.
- بعد أن فُتِحَ المعهد الإسلامي العالي لإعداد الأئمة والخطباء في بغداد عام 1406هـ-1986م عُيِّنَ مُحاضراً فيه، ثم عُيِّنَ مُدرِّساً فيه بلقب أستاذ مُساعد. ثم في عام... تحوَّل المعهد إلى كلية صدام لإعداد الأئمة والخطباء والدعاة واستمرَّ فيه إلى عام 2001م.
- في عام 1407-1408هـ 1987-1988م، ساهم في التدريس في كلية الشريعة في بغداد بإلقاء المحاضرات فيه وإلى عام 2001م.
- عُيِّنَ محاضراً في الجامعة الإسلامية في بغداد، وجامعة الأنبار، وكلية المعارف الجامعة.
- اخْتِيْرَ مُستشاراً شرعيَّاً في المصرف الإسلامي عام 1413هـ 1991م.
- عُيِّنَ مُديراً لمدرسة عبد الله بن المبارك الدينية في جامع الرمادي الكبير بعد أن أُعِيْدَ فتحها عام 1411هـ-1992م.
- ضُمَّ إلى عضوية مجلس أمناء الجامعة الإسلامية عام1412هـ-1992م.
- عضو هيئة تدريس في كلية الشريعة في جامعة مؤتة في الأردن من عام 2001م وإلى عام 2008م.
- عضو في مجلة مؤتة العلمية لعامين.
- عضو الجمعية العامة للاتحاد العام لعلماء المسلمين.
- مُؤسِّس في الجمعية العالمية لمقاومة العدوان.
- عضو المجمع الفقهي التابع لمنظمة المؤتمر الإسلامي إلى عام2001م.
- عضو في مجلس الأوقاف الأعلى عام 1414هـ 1993م.
- عضو مجلس هيئة استثمار الأموال الموقوفة.
- عضو في هيئة الرؤية الشرعية من عام 1413هـ 1993م إلى عام2001م.
- اُختِير مفتياً لجمهورية العراق في عام 2007م، لكنه رفض المنصب بعد فترة وجيزة.
- وهو الآن عضو هيئة تدريس في جامعة العلوم الإسلامية العالمية في العاصمة الأردنية عمان.

## أعمال وأنشطة ومشاركات علمية ودعوية
شارك في المؤتمرات والندوات العالمية التالية:-
- المؤتمر الإسلامي المنعقد في بغداد سنة 1975م.
- المؤتمر الشعبي الثاني في بغداد عام 1405هـ-1985م.
- المؤتمر الشعبي الثالث المنعقد في بغداد عام1987م.
- المؤتمر الشعبي الرابع المنعقد في بغداد عام1990م.
- الندوة العالمية السادسة للتقويم الهجري المنعقدة في مكة المكرمة 1406هـ-1986م.
- الندوة العلمية السابعة للتقويم الهجري السابعة في اندونيسيا عام 1407هـ-1987م.
- مؤتمر الفقه المالكي المنعقد في أبوظبي عام 29/رجب/1406هـ 8/نيسان/1986م.
- شارك في الندوة العالمية السادسة للتقويم الهجري المنعقدة عام1406هـ- 1986م في مكة المكرمة.
- الندوة العالمية في منى التي تعقدها وزارة الحج والعمرة في موسم كل حج عام1409هـ.
- المجلس الإسلامي المنعقد في عام1989م في بغداد.
- مؤتمر التقارب الإسلامي المسيحي المُنعقد في الخرطوك.
- حضر الدروس الحسنية الرمضانية التي يعقدها الملك الحسن الثاني في داره في الرباط كل عام في سنة 1415هـ.
- شارك في مؤتمر المساجد القطري الذي ينعقد دائماً في بغداد.
- شارك في كتابة بعض المواضيع الفقهية في الموسوعة الفقهية الكويتية.
- الندوة الهاشمية التي تقام في رمضان في عمان عام 1423هـ و1425هـ.
- المؤتمر السنوي في كلية الشريعة الأردن جامعة الزرقاء الأهلية 2001م.
- الندوة العلمية في كلية الشريعة في جامعة مؤتة مع المعهد العالمي للفكر الإسلامي1421هـ-2001م.
- اليوم العلمي لكلية الشريعة في جامعة مؤتة 1421هـ-2001م.
- الندوة العلمية لطلبة الشريعة في جامعة مؤتة 1422 هـ-2002م.
- الندوة العلمية لكلية الشريعة في جامعة مؤتة 1423هـ-2003م.
- المؤتمر المنعقد في عمان تحت شعار (الفتوى والاجتهاد وشروطهما ومجالاتهما وأسباب الفوضى في الفتوى) المنعقد من قبل المركز الأردني للدراسات والمعلومات مع جريدة اللواء.
- دور التقارب في الوحدة العلمية للأمة، الدوحة، 2007م.
- ندوة ثقافة التقريب بين المذاهب ودورها في وحدة الأمة-كلية الشريعة- جامعة اليرموك- عام1425هـ-2005م.
- الحملة العالمية لمقاومة العدوان، عضو مؤسس، 2005م.
- التوقيع على وثيقة مكة المنعقد في مكة المكرمة من قبل منظمة المؤتمر الإسلامي في شأن العراق، رمضان1427هـ-2006م.
- له نشاطات في نشر العلم والدعوة والإرشاد بواسطة إلقاء المواعظ وإلقاء الندوات والمحاضرات والحلقات العلمية في المساجد وبعض الجمعيات الإسلامية والمحافل الدينية والمؤسَّسات العلمية ووسائل الإعلام المرئية والمسموعة والمقروءة.
- له خبرة بمهنة البناء والعمران تعلمها من والده --، فأُنشِئَ على يديه العديد من المساجد في المُدن والقُرى بناء وهندسة حسبة لله تعالى.
- شارك في كثير من اللجان العلمية والثقافية في وزارة الأوقاف ووزارة التربية والتعليم وغيرهما.
- حاضر في الدراسات العليا الدكتوراه والماجستير في كليات وجامعات العراق وفي كلية الشريعة في جامعة مؤتة.
- كما وأشرف على ما يقرب من 80 رسالة علمية ما بين ماجستير ودكتوراه في عدة جامعات مختلفة داخل العراق وخارجه. وناقش ما يقرب من ذلك أيضا. واختير خبيراً علميَّاً لرسائل في الدكتوراه ولبحوث الترقيات العلمية من داخل العراق، ومن خارجه كالأردن والسعودية وسوريا واليمن والإمارات وماليزيا.

## المُؤَلَّفات والبحوث

### المُؤَلَّفات
- العلاقات الجنسية غير الشرعية وعقوبتها في الشريعة والقانون من جزأين – فقه مقارن.
- تحقيق ميزان الأصول في نتائج العقول في أصول الفقه من جزئيين – تحقيق وتعليق.
- الفوائد والدرر في بعض ما يحتاجه أهل البادية والحضر - فقه.
- منهجك في الحج والعمرة – فقه.
- شرح العقائد النسفية في العقيدة الإسلامية - عقيدة.[8]
- البدعة في المفهوم الإسلامي الدقيق.
- أفعال العباد بين الجبر والاختيار في القرآن الكريم - عقيدة.
- إزالة القيود عن الحافظ المقصود في الصرف.
- شرح الشافعية في الصرف.
- البيان والإيضاح لفهم متن مراح الأرواح في الصرف-تحقيق وشرح.
- الشرح المنسق على نظم السلم المرونق في علم المنطق.
- الوقف وأثره في التنمية – فقه مقارن.
- الطلاق وألفاظه المعاصرة في ضوء الفقه الإسلامي.
- تقاضي الشريك الأجرة في الشريعة الإسلامية.
- حسن المحاورة في آداب البحث والمناظرة.
- تحقيق كتاب البدر الطالع للمحلي شرح جمع الجوامع للسبكي في أصول الفقه – تحقيق وتعليق وشرح.
- فقه العبادات-منهجي للبكالوريوس.
- فقه المعاملات- منهجي للبكالوريوس.
- فقه الإيمان والنذور – فقه مقارن - منهجي للبكالوريوس.
- فقه الوقف والهبة واللقطة – فقه مقارن - منهجي للبكالوريوس.
- نماذج من القواعد الفقهية والأصولية -منهجي للبكالوريوس.
- فقه الزكاة ومستجداتها المعاصرة – فقه مقارن - منهجي للدراسات العليا.
- العقود الناقلة(البيع والهبة) -منهجي للدراسات العليا.
- قضايا فقهية معاصرة – فقه مقارن - منهجي للدراسات العليا.
- الآثار المترتبة على انحلال الزوجية – فقه مقارن - منهجي للدراسات العليا.
- دراسات في التشريع الجنائي الإسلامي – فقه مقارن - منهجي للدراسات العليا.
- الدلالات عند الأصوليين – أصول فقه مقارن - منهجي للدراسات العليا.
- دراسات نحوية رقم1و2 – منهجي للبكلوريوس.

### الأبحاث
- ميراث الجد والأخوة
- حكم مصافحة المرأة الأجنبية.
- حكم اللحية في الإسلام.
- المذاهب والمدارس الكلامية وإعلامها في العراق.
- الذات المحمدية هي معجزة بحد ذاتها.
- المتعة مفسدة اجتماعية مغطاة بغطاء ديني.
- الجمع بين الصلاتين.
- وجوب صلاة الجمعة إذا صُلّيَ العيد في يومها.
- العزل وأحكامه في الفقه الإسلامي.
- حكم السفه في الفقه الإسلامي.
- مواقيت الصلوات الخمس والعيدين والصيام.
- مجموعة فتاوى شرعية تبلغ خمسة آلاف فتوى تقريباً، معظمها منشور في المجلات الإسلامية الصادرة في العراق، وبعض المواقع الإلكترونيَّة.

## من تلامذته
- حارث الضاري
- عبد القادر العاني
- مكي الكبيسي

## وصلات خارجية
- لقاء مع فضيلته من قبل موقع الجزية توك
- لقاء مع فضيلته من قبل موقع الرائد نت

| سبقه جمال عبد الكريم الدبان | مفتي الجمهورية العراقيّة والأمين العام للأمانة العليا للإفتاء في العراق رفضه 19 يونيو 2007 | تبعه رافع الرفاعي |